# Albert Bauer (Politiker, 1911)
Albert Bauer (* 7. November 1911 in Muolen; † 11. Januar 1970 in Frauenfeld) war ein Schweizer Politiker (SP). 
Der Bürger von Muolen erhielt eine Ausbildung zum Dreher bei der Firma Aktiengesellschaft Adolph Saurer in Arbon. Bis 1945 war er Mitarbeiter dieser Firma und ab 1945 Thurgauer Arbeitersekretär in Frauenfeld. Von 1949  bis 1955 war Bauer Gemeinderat in Frauenfeld und von 1955 bis zu seinem Tod im Jahr 1970 Stadtammann (bis 31. Mai 2015 gültiger Begriff für Stadtpräsident im Kanton Thurgau) in Frauenfeld. 
Er gehörte von 1947 bis 1968 dem Grossen Rat und von 1951 bis 1970 als Nachfolger von August Roth dem Nationalrat an. Dort konnte der Arboner Rolf Weber die Nachfolge von Bauer antreten.